# Melitaea candidata
Melitaea candidata är en fjärilsart som beskrevs av Hermann Stauder 1922. Melitaea candidata ingår i släktet Melitaea och familjen praktfjärilar. Inga underarter finns listade i Catalogue of Life.